# Rubén Miño
Rubén Miño Peralta (Cornellà de Llobregat, 18 januari 1989) is een Spaans voetballer. Hij speelt als doelman bij RCD Mallorca.

## Clubvoetbal
Miño begon in 2007 bij FC Barcelona in het Infantil-team, na eerder bij UE Cornellà te hebben gespeeld. Na een paar seizoenen verliet hij FC Barcelona om bij UE Cornellà te gaan spelen, maar na twee seizoenen keerde de doelman terug. Van 2006 tot 2008 speelde Miño in de Juvenil A, het hoogste jeugdelftal van FC Barcelona. Met dit team was hij in 2008 verliezend finalist in de Copa del Rey Juvenil tegen Sevilla FC. In juli 2008 werd Miño reservedoelman van Barça Atlètic achter Oier Olazábal. Hij debuteerde op 31 augustus 2008 tegen PD Santa Eulalia in de Segunda División B. In 2010 promoveerde hij met het tweede elftal naar de Segunda División A. Op 14 augustus 2010 maakte Miño zijn officiële debuut in het eerste elftal van FC Barcelona, toen hij in de eerste wedstrijd op de Supercopa de España tegen Sevilla FC in de basis startte. In 2012 vertrok Miño naar RCD Mallorca.

### Statistieken
| seizoen    | club           | land   | competitie                 | wed. | goals |
| ---------- | -------------- | ------ | -------------------------- | ---- | ----- |
| 2008/09    | Barça Atlètic  | Spanje | Segunda División B Grupo 3 | 29   | 0     |
| 2009/10    | Barça Atlètic  | Spanje | Segunda División B Grupo 3 | 20   | 0     |
| 2010/11    | FC Barcelona B | Spanje | Segunda División A         | 15   | 0     |
| 2011/12    | FC Barcelona B | Spanje | Segunda División A         | 10   | 0     |
| 2012/13    | RCD Mallorca   | Spanje | Primera División           | 1    | 0     |
| 2013/14    | RCD Mallorca   | Spanje | Segunda División A         | 36   | 0     |
| 2014/15    | RCD Mallorca   | Spanje | Segunda División A         | 6    | 0     |
| Bijgewerkt | 15-06-2015     |        | Totaal                     | 117  | 0     |

## Nationaal elftal
In juni 2011 werd Miño met Spanje Europees kampioen op het EK onder-21. Hij was dit toernooi reservedoelman achter David De Gea.